# Alexandre Ier (roi de Serbie)
Pour les articles homonymes, voir Obrenović, Alexandre de Serbie et Alexandre Ier.
Alexandre Ier (en serbe cyrillique Александар Обреновић), né le 14 août 1876 à Belgrade et mort assassiné le 11 juin 1903 dans la même ville, est roi de Serbie de 1889 à 1903, le dernier de la dynastie des Obrénovitch.

## Biographie
Il est le fils du roi Milan Ier et de Nathalie Ketchko. Le 6 mars 1889, son père abdique en sa faveur et quitte le pays. Alexandre est proclamé roi de Serbie mais ne règne pas, le pouvoir étant confié à une régence jusqu’à ce qu’il atteigne l’âge de 18 ans.
En avril 1893, par un premier coup d'État, le roi Alexandre, alors âgé de presque 17 ans, se proclame majeur, démet les régents et leur gouvernement et prend en main les rênes du pouvoir. Son action est populaire, encore plus après la nomination d’un ministère radical. Peu après, il décide de rappeler son père en Serbie. En mai 1894, par l’intermédiaire d’un nouveau coup d'État, il abolit la Constitution libérale de 1888 et restaure celle de 1869, plus conservatrice. Lors de la guerre gréco-turque de 1897, il observe une stricte neutralité. L'année suivante, il nomme son père commandant en chef de l’armée serbe, et à partir de cette époque ou plutôt à partir de son retour en Serbie en 1894 jusqu’en 1900, l'ancien roi Milan est considéré comme le dirigeant de facto du pays.

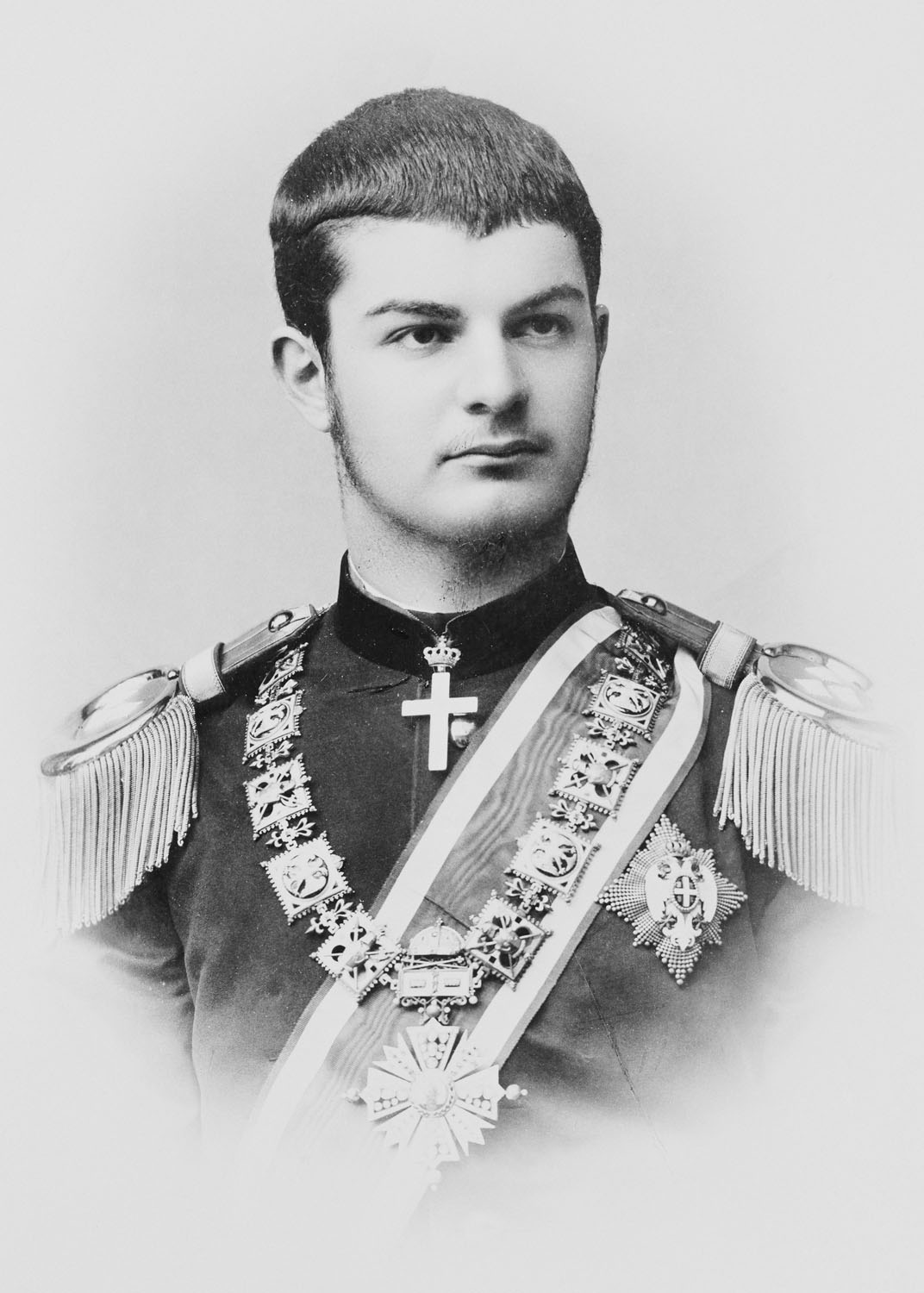
Le jeune roi Alexandre de Serbie

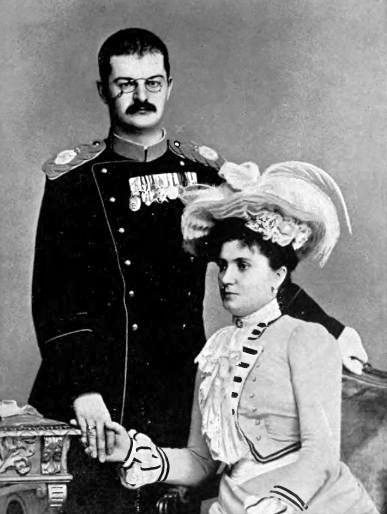
Alexandre et Draga Obrenović

Pendant l’été 1900, Milan se trouve hors de Serbie, prenant les eaux à Carlsbad et tentant de négocier la main d’une princesse allemande pour son fils. Tandis que le Premier ministre, le docteur Vladan Dyorevic, visite l’exposition universelle de Paris, le roi Alexandre annonce subitement au peuple serbe son engagement avec Draga Mašin, veuve et ancienne dame de compagnie de la reine Nathalie, de douze ans son aînée. Ce projet de mariage suscite tout d’abord une vive opposition. L'ancien roi Milan, ainsi que tout le gouvernement, présentent leur démission, et le roi Alexandre éprouve beaucoup de difficultés à former un nouveau cabinet. Mais cette opposition diminue quelque peu après la publication d’un message de félicitations du tsar Nicolas II qui accepte d'être le principal témoin du mariage qui est célébré le 5 août. Cependant, cette union impopulaire affaiblit la position du roi Alexandre au sein de l’armée et dans le pays.
Alexandre tente de réconcilier les différents partis politiques en accordant de son propre chef une Constitution libérale, introduisant pour la première fois dans l’histoire constitutionnelle de la Serbie un système à deux chambres comprenant l'Assemblée (Skupština) et le Sénat. Cette mesure permet effectivement d’obtenir un consensus au niveau politique, mais n’apaise pas l’armée dont l’insatisfaction est alimentée par les rumeurs disant que l’un des deux très impopulaires frères de la reine Draga, le lieutenant Nicodiye Lunjevica, serait proclamé héritier du trône.
Pendant ce temps, l’indépendance du Sénat et du Conseil d’État suscite chez le roi une irritation croissante, ce qui le conduit à un nouveau coup d'État. Le 6 avril 1903, il suspend la Constitution pour une demi-heure afin de publier les décrets par lesquels les anciens sénateurs et conseillers d’État sont révoqués et remplacés. Cet acte arbitraire accroît le mécontentement dans le pays.
Souhaitant poursuivre la politique d'amitié avec la double monarchie, Alexandre peut compter sur le soutien de l’Empire austro-hongrois pour protéger sa couronne. Cependant, la dépendance croissante du pays face à son puissant voisin devient également un sujet de mécontentement dans les milieux nationalistes et militaires.

## Coup d'État et assassinat
Le 11 juin 1903, un groupe d'officiers nationalistes, membres de la Main noire dirigés par Dragutin Dimitrijévitch dit « Apis », prennent le pouvoir lors du Coup d'État de mai, au cours duquel le roi Alexandre et la reine Draga sont assassinés en plein palais royal et leurs corps mutilés jetés par une fenêtre. Cet épisode sanglant met un terme à la rivalité dynastique entre la dynastie des Obrénovitch et celle des Karageorgévitch. Les conjurés soutiennent en effet la dynastie rivale, qui accède au trône grâce à ce meurtre, en la personne de Pierre Ier.

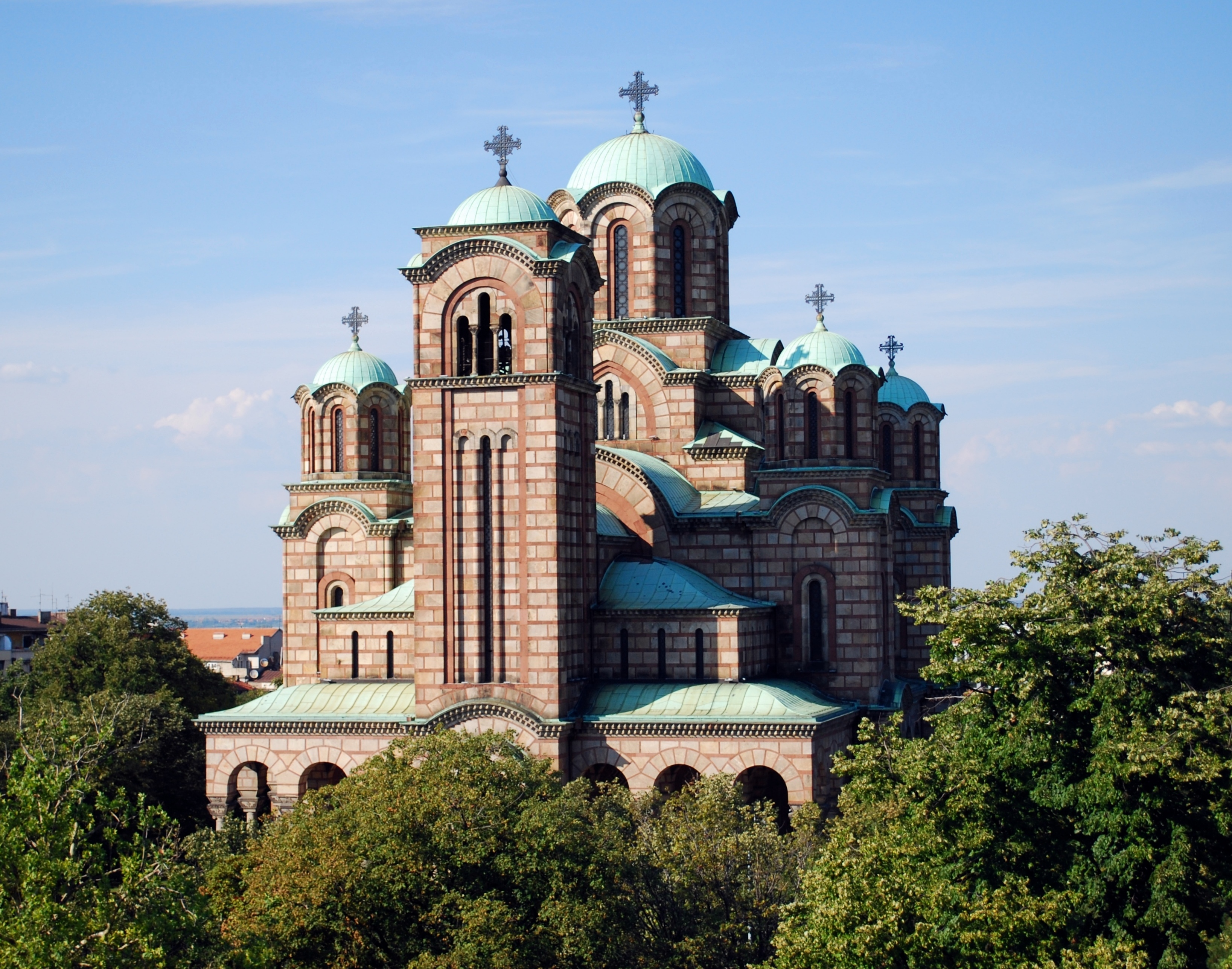
L'église Saint-Marc de Belgrade, où le couple royal est enterré

Le roi Alexandre et la reine Draga sont enterrés dans l'église Saint-Marc de Belgrade.